# Aline Söther
Aline Söther (* 10. September 1923 in Beckingen; † Ende April 1945 in Ravensbrück) war ein  Opfer der nationalsozialistischen Rassenpolitik.

## Leben
Aline Söther wuchs als Tochter des Bergmannes und KPD-Mitglieds Johannes Söther auf. Nach dem Abschluss der Volksschule blieb Aline Söther zu Hause und kümmerte sich um den Haushalt und die Erziehung ihrer fünf Geschwister.
Ende 1940 zog sie mit ihrem Vater nach Vigy-Altroff in die Nähe von Metz, wo sie als Landhelferin auf einem benachbarten Bauernhof zum Familieneinkommen beitrug. Dort lernte sie 1942 Myrtek Stanowitsch kennen, einen vier Jahre älteren polnischen Kriegsgefangenen. Die beiden verliebten sich und Söther erwartete kurz darauf von ihm ein Kind. In dem kleinen Ort blieb dies nicht unbemerkt und so erfuhr auch der NSDAP-Ortsgruppenleiter von dem Fall. Dieser bedrohte Stanowitsch mit den sogenannten „Polen-Erlassen“. Am 5. April 1943 setzte Stanowitsch seinem Leben auf der Eisenbahnstrecke von Metz nach Hayange ein Ende.
Am 23. August 1943 wurde Aline Söthers Tochter Rita geboren. Die junge Mutter wurde am 25. April 1944 zum Vormundschaftsgericht bestellt und dort festgenommen. Zunächst in Metz inhaftiert, wurde sie im August 1944 in das KZ Ravensbrück gebracht. Dort verstarb sie Ende April 1945 an Typhus.
Ihre Tochter Rita wurde von Aline Söthers Eltern großgezogen.